# Неограниченная функция в граничной точке
Неограни́ченная фу́нкция в грани́чной то́чке {\displaystyle P} — понятие комплексного анализа, раздела математики, аналитическая функция {\displaystyle f(z)}, заданная в области {\displaystyle D\subseteq \mathbb {C} ^{n}} комплексного пространства {\displaystyle \mathbb {C} ^{n}} с некоторой граничной точкой {\displaystyle P\in \partial D} такой, что найдётся последовательность точек области {\displaystyle Q_{n}\in D} такая, что {\displaystyle Q_{n}\to P} и {\displaystyle |f(Q_{n})|\to \infty }.
Замечание 1. Русская и английская математическая традиция передаёт это понятие словесно одинаковыми достаточно длинными терминами: неограниченная функция в граничной точке (англ. unbounded function at a boundary point).
Барьер, или граничное свойство, граничной точки {\displaystyle P\in \partial D} области {\displaystyle D\subset \mathbb {C} ^{n}} — голоморфная в области {\displaystyle D} функция {\displaystyle g} такая, что для любого множества {\displaystyle K}, компактного в {\displaystyle D}, {\displaystyle K\Subset D}, и любого {\displaystyle \epsilon >0}
{\displaystyle \|g\|_{K}=\max \limits _{z\in K}\leqslant 1},
но при этом найдётся такая точка в окрестности {\displaystyle z\in U(P,\,\epsilon )} точки {\displaystyle P}, что {\displaystyle |g(z)|>1}, другими словами, функцию {\displaystyle g} нельзя голоморфно продолжить в точку {\displaystyle P}.
Замечание 2. Русская математическая традиция передаёт это понятие в терминах функции-барьера, определённой для данной граничной точки: барьер, тогда как английская математическая традиция — в терминах свойства данной граничной точки: граничное свойство (англ. frontier property). В этой статье использована русская математическая традиция.
Теорема 1. Если функция {\displaystyle f(z)} голоморфна в области {\displaystyle D} и неограниченна в точке {\displaystyle P\in \partial D}, то в точке {\displaystyle P} имеется барьер.
Доказательство. Действительно, для любого множества {\displaystyle K}, компактного в {\displaystyle D}, {\displaystyle K\Subset D}, и для любого {\displaystyle \epsilon >0} имеется функция-барьер {\displaystyle g(z)={\frac {f(z)}{\|f\|_{K}}}}.
Верно не только утверждение, обратное к предыдущему, но и следующее гораздо более сильное предложение.
Теорема 2. Если все точки любого множества {\displaystyle \{P\}\subset \partial D} имеют барьер, то найдется функция, голоморфная в области {\displaystyle D} и неограниченная во всех точках {\displaystyle \{P\}}.
1. Нумерация счётного множества. Всегда имеется не более чем счётное множество точек из {\displaystyle \partial D}, всюду плотное на {\displaystyle {\{P\}}}, причём функция, неограниченная в точках такого не более чем счётного множества, будет также неограниченной и на {\displaystyle \{P\}}. Следовательно, {\displaystyle \{P\}} можно считать тоже не более чем счётным, и тогда можно построить такую последовательность точек {\displaystyle P_{k}\in \{P\}}, что в ней любая точка из {\displaystyle \{P\}} встречается бесконечное количество раз. Например, построим следующую последовательность:
{\displaystyle P_{1};\,P_{1},\,P_{2};\,P_{1},\,P_{2},\,P_{3};\,\dots ,}
где {\displaystyle P_{1},\,P_{2},\,P_{3},\,\dots } — пронумерованные точки из {\displaystyle \{P\}}. Теорема будет доказана, если найдётся такая голоморфная в области {\displaystyle D} функция {\displaystyle f} и такая последовательность точек {\displaystyle Q_{k}\in D}, что
{\displaystyle |Q_{k}-P_{k}|\to 0}, {\displaystyle f(Q_{k})\to \infty }, {\displaystyle k\to \infty },
поскольку каждая точка {\displaystyle P\in \{P\}} встречается в построенной последовательности бесконечное число раз, и всегда можно будет выделить из {\displaystyle Q_{k}} такую подпоследовательность {\displaystyle Q'_{k}}, что {\displaystyle Q'_{k}\to P}, а {\displaystyle f(Q'_{k})\to \infty }.
2. Построение компактов. Построим по индукции три последовательности:
1) возрастающую последовательность компактов {\displaystyle R_{k}\Subset D}, которые исчерпывают область {\displaystyle D}, то есть
{\displaystyle \bigcup \limits _{k=1}^{\infty }R_{k}=D};
2) последовательность точек {\displaystyle Q_{k}\in D}, удовлетворяющих условию
{\displaystyle |Q_{k}-P_{k}|<{\frac {1}{k}}};
3) последовательность голоморфных на {\displaystyle D} функций {\displaystyle f_{k}}, удовлетворяющих условию
{\displaystyle \|f_{k}\|_{R_{k}}\leqslant 1,\quad |f_{k}(Q_{k})|>1}.
База индукции. Пусть {\displaystyle R_{1}} — любой компакт {\displaystyle R_{1}\Subset D}. По определению барьера в точке {\displaystyle P_{1}} отыщем голоморфную на {\displaystyle D} функцию {\displaystyle f_{1}} и точку {\displaystyle Q_{1}\in D} такие, что
{\displaystyle |Q_{1}-P_{1}|<1,\quad |f_{1}(Q_{1})|>1\geqslant \|f_{1}\|_{R_{1}}}.
Шаг индукции. Пусть построение выполнено для всех {\displaystyle m\geqslant k-1}. Сконструируем компакт (здесь {\displaystyle \rho } — расстояние в поликруговой {\displaystyle \rho }-метрике)
{\displaystyle R_{k}=R_{k-1}\cup \{Q\in D\colon \,\rho (Q,\,\partial D)\geqslant {\frac {1}{k}},\,|Q|\leqslant k\}\cup \{Q_{1},\,\dots ,\,Q_{k-1}\}}
и затем по определению барьера в точке {\displaystyle P_{k}} отыщем голоморфную на {\displaystyle D} функцию {\displaystyle f_{k}} и точку {\displaystyle Q_{k}\in D} такие, что
{\displaystyle |Q_{k}-P_{k}|<{\frac {1}{k}},\quad \|f_{k}\|_{R_{k}}\leqslant 1,\quad |f_{k}(Q_{k})|>1},
тем самым доказав возможность нашего построения.
3. Построение искомой функции. Так как {\displaystyle |f_{k}(Q_{k})|>1}, сконструируем, начиная с {\displaystyle l_{1}}, последовательность натуральных чисел {\displaystyle l_{k}}, для которой выполняется неравенство
{\displaystyle {\frac {1}{m^{2}}}|f_{m}(Q_{m})|^{l_{m}}\geqslant \sum \limits _{k=1}^{m-1}{\frac {1}{k^{2}}}|f_{k}(Q_{m})|^{l_{k}}+m,\quad m\geqslant 2},
и построим функцию в виде функционального ряда
{\displaystyle f(Q)=\sum \limits _{k=1}^{\infty }{\frac {1}{k^{2}}}(f_{k}(Q))^{l_{k}}},
который равномерно сходится на {\displaystyle R_{m}}, так как для произвольного {\displaystyle Q\in R_{m}} всегда {\displaystyle |f_{k}(Q)|\leqslant 1} при {\displaystyle k\geqslant m}. Компакты {\displaystyle R_{m}} компактно исчерпывают область {\displaystyle D}, следовательно, этот ряд сходится всюду, и по теореме Вейерштрасса его сумма {\displaystyle f} есть голоморфная функция в области {\displaystyle D}. Кроме того, {\displaystyle f(Q_{m})\to \infty }, поскольку
{\displaystyle |f(Q_{m})|\geqslant {\frac {1}{m^{2}}}|f_{m}(Q_{m})|^{l_{m}}-\sum \limits _{k=1}^{m-1}{\frac {1}{k^{2}}}|f_{k}(Q_{m})|^{l_{k}}-}
{\displaystyle {}-\sum \limits _{k=m+1}^{\infty }{\frac {1}{k^{2}}}\geqslant m-\sum \limits _{k=m+1}^{\infty }{\frac {1}{k^{2}}},\quad m=1,\,2,\,\dots }